# Bosistoa floydii
Bosistoa floydii är en vinruteväxtart som beskrevs av Thomas Gordon Hartley. Bosistoa floydii ingår i släktet Bosistoa och familjen vinruteväxter. Inga underarter finns listade i Catalogue of Life.